# Missão hiberno-escocesa
A missão hiberno-escocesa foi uma missão liderada por monges irlandeses e escoceses com vista a espalhar o cristianismo e que estabeleceu mosteiros na Grã-Bretanha e na Europa continental durante a Idade Média. A missão originou-se em 563 com a fundação do mosteiro de Iona pelo monge irlandês São Columba. Inicialmente era dedicada a ministrar o cristianismo aos gaels de Dalriada e à conversão dos pictos. Nos séculos seguintes a missão cresceu em poder e espalhou-se através da Inglaterra anglo-saxónica e do Império Franco. A missão inicial é muitas vezes associada à prática do chamado cristianismo céltico, que se distinguia pela sua organização em torno de mosteiros em vez de dioceses. A missão tardia foi mais continental na sua natureza.

## Etimologia
Hibernia é o nome latino para a ilha da Irlanda.
O termo latino 'Scotti' refere-se ao povo de língua gaélica da Irlanda e da Escócia ocidental. A partir deste termo, desenvolveu-se um nome latino alternativo para o território em que os Scotti viviam: 'Scotia'.
Schottenklöster (alemão para 'mosteiros escoceses') é o nome aplicado às escolas bíblicas estabelecidas por missionários gaélicos na Europa continental, particularmente aquelas na Alemanha que se tornaram mosteiros beneditinos. O sobriquet da Irlanda "Ilha dos Santos e Eruditos" deriva deste período.

## Columba na Escócia
Columba foi um príncipe irlandês nascido em 521 e educado na escola bíblica de Clonard. Aos 25 anos, a primeira missão de Columba envolveu o estabelecimento de uma escola em Derry. Depois disso, Columba passou sete anos supostamente estabelecendo mais de 300 igrejas e escolas religiosas. Adomnano diz sobre Columba:
Ele não conseguia passar uma única hora sem se dedicar à oração, à leitura, à escrita ou a algum trabalho manual.
Em 563, Columba navegou para a Escócia com cerca de 200 outros missionários na esperança de espalhar o cristianismo celta entre os pictos, em grande parte pagãos. O senhor da ilha de Mull, um gaélico de Dál Riada, era parente de Columba e concedeu aos missionários a propriedade de Iona, onde estabeleceram uma escola bíblica. Beda escreve que Columba converteu os pictos à palavra de Deus, sugerindo que o ensino da Bíblia era o meio central de conversão. Os alunos estudavam rotineiramente por 18 anos antes da ordenação, um indicador da profundidade do aprendizado teológico exigido pela Igreja Celta. Esta escola permaneceu celta até que foram expulsos pelos beneditinos em 1204.

## Dinoto no País de Gales
Dinoto foi um discípulo de Columba que fundou uma escola bíblica em Bangor-on-Dee em 560. A escola tinha um corpo estudantil tão grande que sete reitores presidiam pelo menos 300 alunos cada. O conflito da missão com Agostinho é notável. O Papa Gregório I "investiu Agostinho com jurisdição sobre todos os bispos da Igreja Britânica" quando ele chegou à Grã-Bretanha em 597. Neander escreve:
O abade do mais distinto mosteiro britânico, em Bangor, Deynoch pelo nome, cuja opinião em assuntos eclesiásticos tinha mais peso com seus compatriotas, quando instado por Agostinho a se submeter em todas as coisas às ordenanças da Igreja Romana, deu-lhe a seguinte resposta notável: “Estamos todos prontos para ouvir a igreja de Deus, o papa em Roma e todo cristão piedoso, para que possamos mostrar a cada um, de acordo com sua posição, amor perfeito e sustentá-lo por palavras e ações. Não sabemos que qualquer outra obediência pode ser exigida de nós para com aquele a quem vocês chamam de papa ou pai dos pais.”
Representantes de Bangor participaram de duas conferências com Agostinho, nas quais declararam “que não poderiam se afastar de seus antigos costumes sem o consentimento e a permissão de seu povo” e que não poderiam aceitar a supremacia do papa “nem receber [Agostinho] como seu arcebispo”. Dinoto afirmou sua independência de Agostinho com base no fato de que eles aderiam ao que seus santos padres defendiam diante deles, que eram amigos de Deus e seguidores dos apóstolos.
No País de Gales, o cristianismo celta manteve durante muito tempo a sua posição com as suas ideias peculiares e crenças excepcionais. A escola bíblica de Bangor foi destruída em 613 pelo rei Etelfrido.

## Edano na Inglaterra
Edano foi educado em Iona. Em 634, o rei Osvaldo convidou Edano para a corte da Nortúmbria para ensinar as doutrinas do cristianismo celta. Osvaldo concedeu a Edano a ilha de Lindisfarne para uma escola bíblica. Após sua morte em 651, Edano foi sucedido por Finano e depois por Colmano, ambos educados em Iona.
Da Nortúmbria, a missão de Edano espalhou-se pelos reinos anglo-saxões e escolas bíblicas semelhantes foram estabelecidas em Bernícia, Deira, Mércia e Ânglia Oriental. Estima-se que dois terços da população anglo-saxônica foram convertidos ao cristianismo celta nessa época.